# Accords d'Arusha (Rwanda)
Pour les articles homonymes, voir Accords d'Arusha.
 (juin 2018).
Si vous disposez d'ouvrages ou d'articles de référence ou si vous connaissez des sites web de qualité traitant du thème abordé ici, merci de compléter l'article en donnant les références utiles à sa vérifiabilité et en les liant à la section « Notes et références ».
Les accords d'Arusha, concernant le Rwanda, se sont déroulés de juin 1992 à août 1993 par étapes successives entre l'État rwandais et le Front patriotique rwandais (FPR) de Paul Kagame afin de mettre un terme à la guerre civile rwandaise commencée en 1990. Ce fut d'abord le ministre des Affaires étrangères, Boniface Ngulinzira qui dirigea la délégation rwandaise des négociations à Arusha. Il fut remplacé par le ministre James Gasana qui mena les accords jusqu'à leur signature en août 1993.
Les négociations d'Arusha ont été conduites en Tanzanie. Cinq accords furent signés à partir de juillet 1992. Le dernier accord fut signé le 4 août 1993. Ces accords prévoient à terme l'intégration politique et militaire des différentes composantes internes (à l'exception des partis ouvertement racistes anti-Tutsi) et externes de la nation rwandaise (le FPR) et le départ des troupes françaises (à partir d'août 1992[source insuffisante]). Une mission des Nations unies, la MINUAR, fut créée le 5 octobre 1993 pour veiller à leur application. 
Au terme de ces accords, Faustin Twagiramungu devait former, à partir du 15 décembre 1993, un gouvernement de transition consacrant la réintégration des exilés Tutsi. Les forces françaises présentes sur le territoire au titre de l'opération Noroît se retirèrent le 15 décembre 1993, à l'exception de quelques dizaines de coopérants militaires, autorisés à rester selon les accords de coopération militaire bilatéraux. Fin décembre 1993, Un bataillon du FPR est autorisé à s'installer à Kigali, comme garantie de la sécurité des représentants du FPR qui devaient participer au nouveau gouvernement. Une assemblée nationale de transition est mise en place le 18 mars 1994. Préfigurant également l'intégration militaire des exilés, un détachement de six cents soldats du FPR fut autorisé par les négociations d'Arusha à s'installer dans les locaux du Conseil national de développement (CND) (ancien parlement rwandais).
La mise en œuvre de ces accords sera partiellement retardée par le président Juvénal Habyarimana, dont les alliés extrémistes de la Coalition pour la défense de la République (CDR) n'accepteront pas les termes. Ce fut d'abord le gouvernement du Premier ministre Dismas Nsengiyaremye qui négocia les Accords d'Arusha puis celui d'Agathe Uwilingiyimana. Celle-ci aurait dû être remplacée par Faustin Twagiramungu en vertu des accords. Cependant elle est assassinée le 7 avril 1994, le lendemain de l'attentat qui coûte la vie au président Juvénal Habyarimana et empêche également l'application des accords d'Arusha. C'est Jean Kambanda qui lui succède pour mettre en place la politique génocidaire du gouvernement intérimaire animé par les membres de Hutu Power.
Les accords d'Arusha ne sont définitivement appliqués qu'à partir du 19 juillet 1994, date de la fin du génocide rwandais et de la prise de fonction de Faustin Twagiramungu comme Premier ministre et de Pasteur Bizimungu comme président de la République. Ces accords ont servi de référence politique après le génocide des Tutsis au Rwanda pendant la période de transition politique qui a suivi jusqu'en 2003, où une nouvelle constitution et des élections présidentielle et législatives au suffrage universel ont été instituées.